# Magneto (gerador)

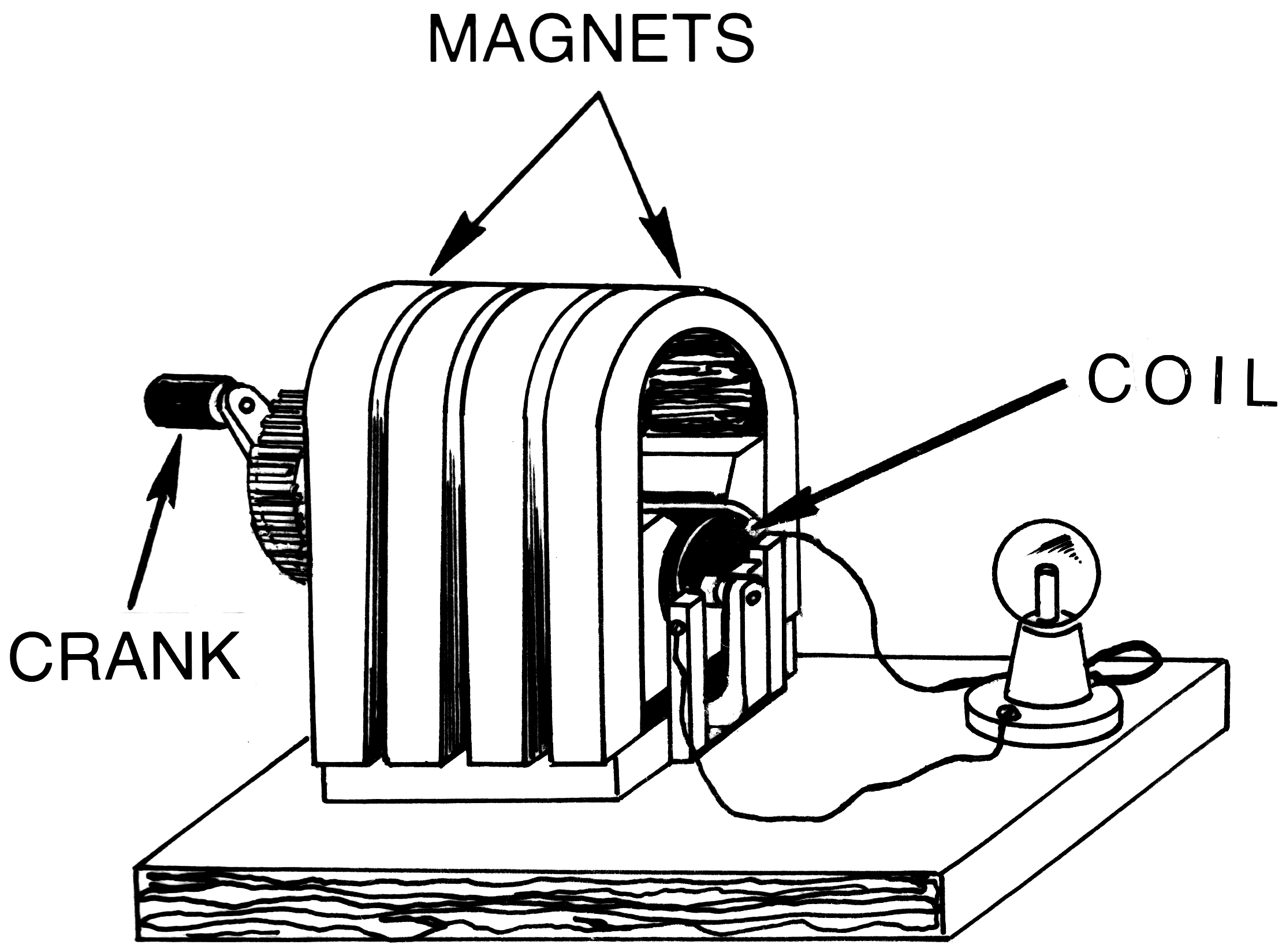
Um magneto manual de demonstração acionado por manivela.

Um magneto é um gerador elétrico que utiliza ímãs para a produção de impulsos periódicos de corrente alternada. Ao contrário de um dínamo, um magneto não contém um comutador para produzir corrente contínua. É classificado como uma forma de alternador, embora seja geralmente considerado distinto da maioria dos outros alternadores, que utilizam bobinas de campo em vez de ímãs permanentes.

## Histórico

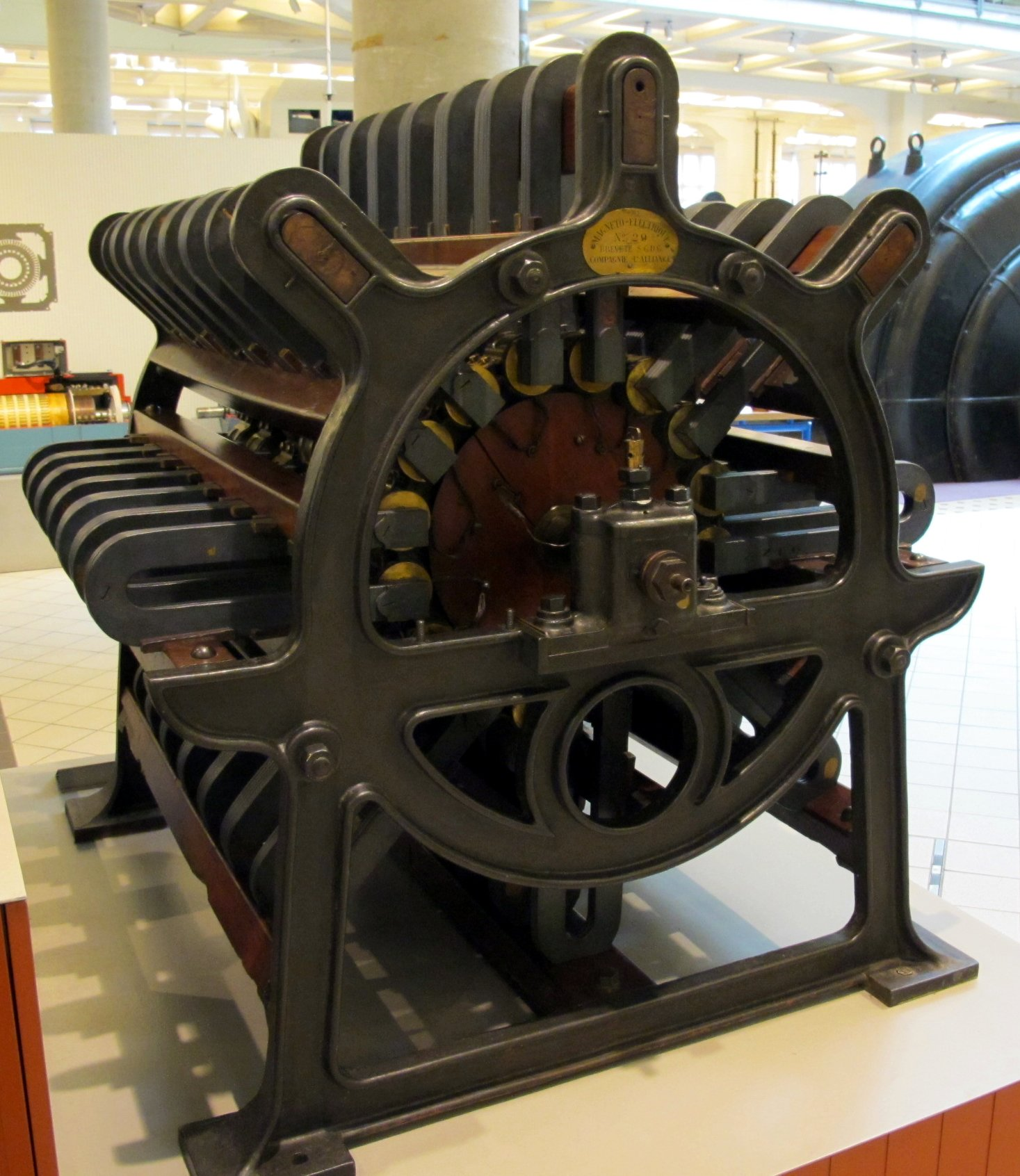
Um magneto gerador de 2 Kw da Société de l'Alliance para lâmpadas de arco, cerca de 1870.

A produção de corrente elétrica a partir de um campo magnético móvel foi demonstrada por Faraday em 1831. As primeiras máquinas a produzir corrente elétrica a partir do fenômeno do magnetismo, usavam "magnetos permanentes"; o dínamo, que usava um eletromagneto para produzir o campo magnético, foi desenvolvido mais tarde. A máquina construída por Hippolyte Pixii em 1832 usou um magneto de rotação permanente para induzir corrente alternada em duas bobinas fixas.

## Utilização
Magnetos acionados por manivelas foram usados para fornecer eletricidade nos antigos sistemas telefônicos. Magnetos também foram adaptados para produzir pulsos de alta tensão nos sistemas de ignição de alguns motores de combustão interna movidos à gasolina, fornecendo energia para as velas de ignição.
O uso de tais magnetos para a ignição é agora limitado aos seguintes tipos de motores:
- Motores de combustão sem bateria, utilizados em cortadores de grama (relva) ou motoserras.
- Motores de aeronaves, em que, mantendo a ignição independente do resto do sistema elétrico garante que o motor continua a funcionar no caso de falha no alternador ou na bateria. Para redundância, praticamente todas as aeronaves de motor a pistão são equipadas com dois sistemas de magneto, cada um fornecendo energia para uma das duas velas de ignição em cada cilindro.

Magnetos foram ainda utilizados para sistemas de energia isolados especializados, tais como: lâmpadas de arco ou faróis, para os quais sua simplicidade era uma vantagem. Geradores conectados a uma estação central de geração de energia em uma rede elétrica, não utilizam o princípio do magneto.